# 神津牧場

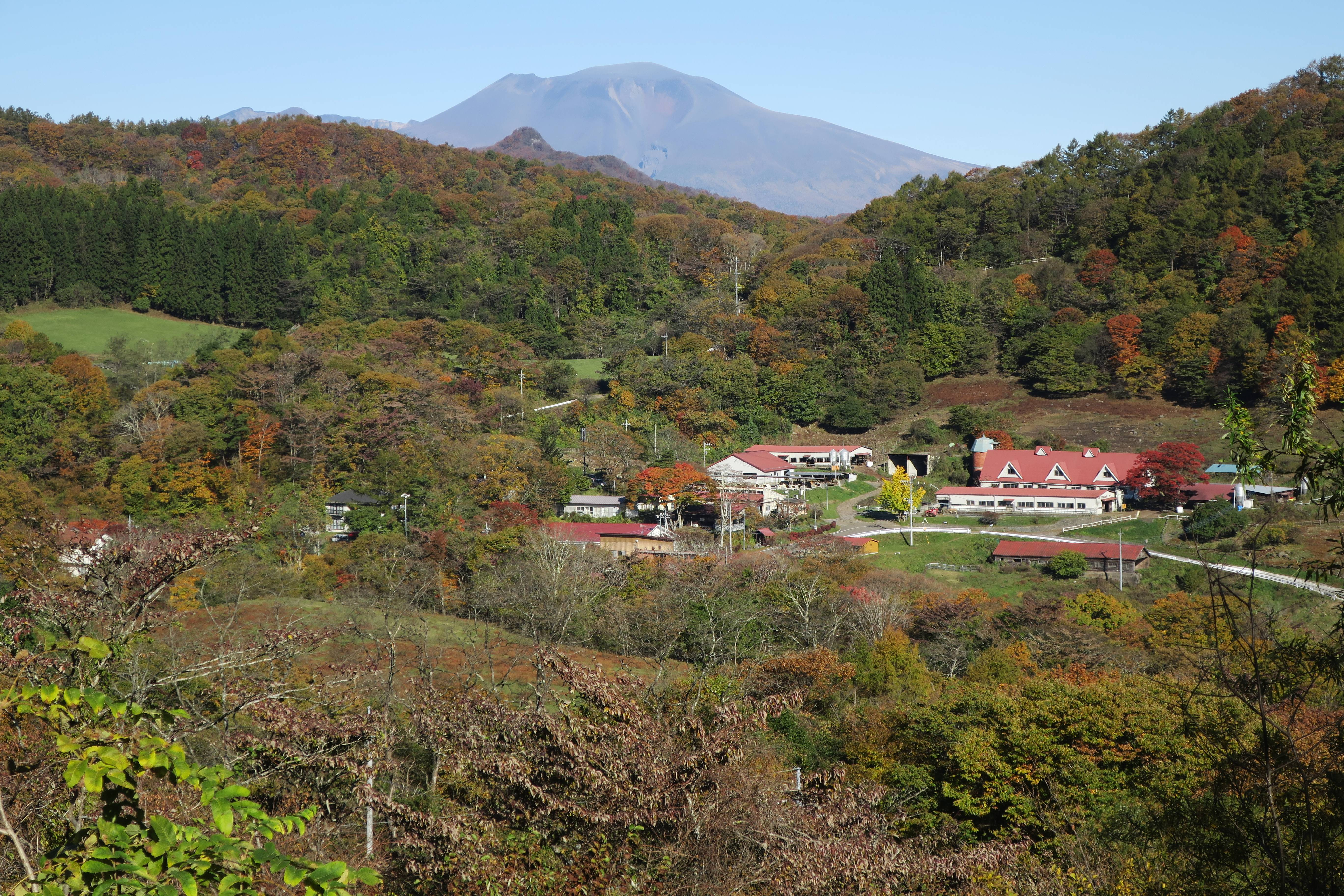
神津牧場

神津牧場（こうづぼくじょう）は、1887年（明治20年）に開設された日本で最初の西洋式牧場。また、同牧場を運営する公益財団法人である。

## 概要
牧場は群馬県甘楽郡下仁田町大字南野牧の物見山の東斜面、妙義荒船佐久高原国定公園内に位置している。敷地は標高850 - 1375mに位置する。総面積387haで、牧草地100ha、森林261ha、施設用地26haである。
公益事業として、ジャージー種牛の飼養、畜産物の利用・加工技術の開発（パック牛乳、ソフトクリーム、バター、チーズ、ヨーグルト等の技術開発と製造）、農業大学校や専門学校からの実習生や研修生の受入れ、農業・食品産業技術総合研究機構（農研機構）等の外部研究機関との共同研究を行っている。また、牧場体験及び畜産理解醸成のため、乳搾り体験やポニー乗馬なども行っている。
広大な敷地に、茶色い毛並みのジャージー種をはじめ、ヤギやポニーが放牧されている。美しい牧草地にとんがり屋根の牧舎は、アルプスの高原牧場を思わせる。
神津邦太郎が牧場を開設した縁で、志賀郵便局が切手販売の露天店舗を休日には出していることがある。
敷地内には、関東天文協会が設置した神津牧場天文台がある 。

## 歴史
開設者は長野県北佐久郡志賀村（現在の佐久市志賀）出身の神津邦太郎で、1887年（明治20年）12月に開設された。
1921年（大正10年）に実業家田中銀之助に譲渡され、1935年（昭和10年）に明治製菓（後に明治乳業）に経営権が渡った。
その後、1945年（昭和20年）4月に牧場を買い取った生糸商・石橋治郎八の篤志寄付を受けて財団法人化された。
2013年（平成25年）4月1日に公益認定を受けて公益財団法人神津牧場となった。

## ギャラリー

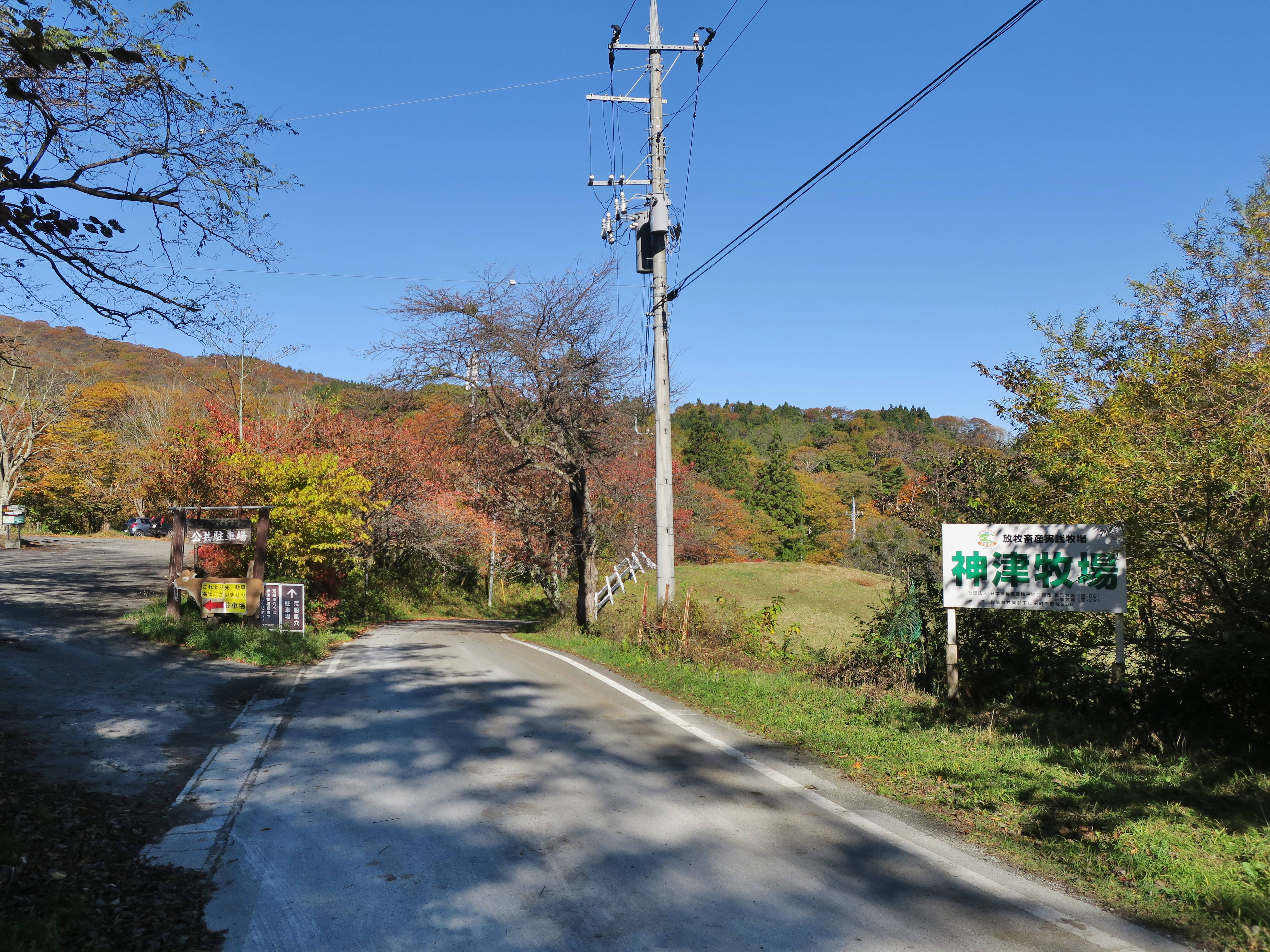
入口
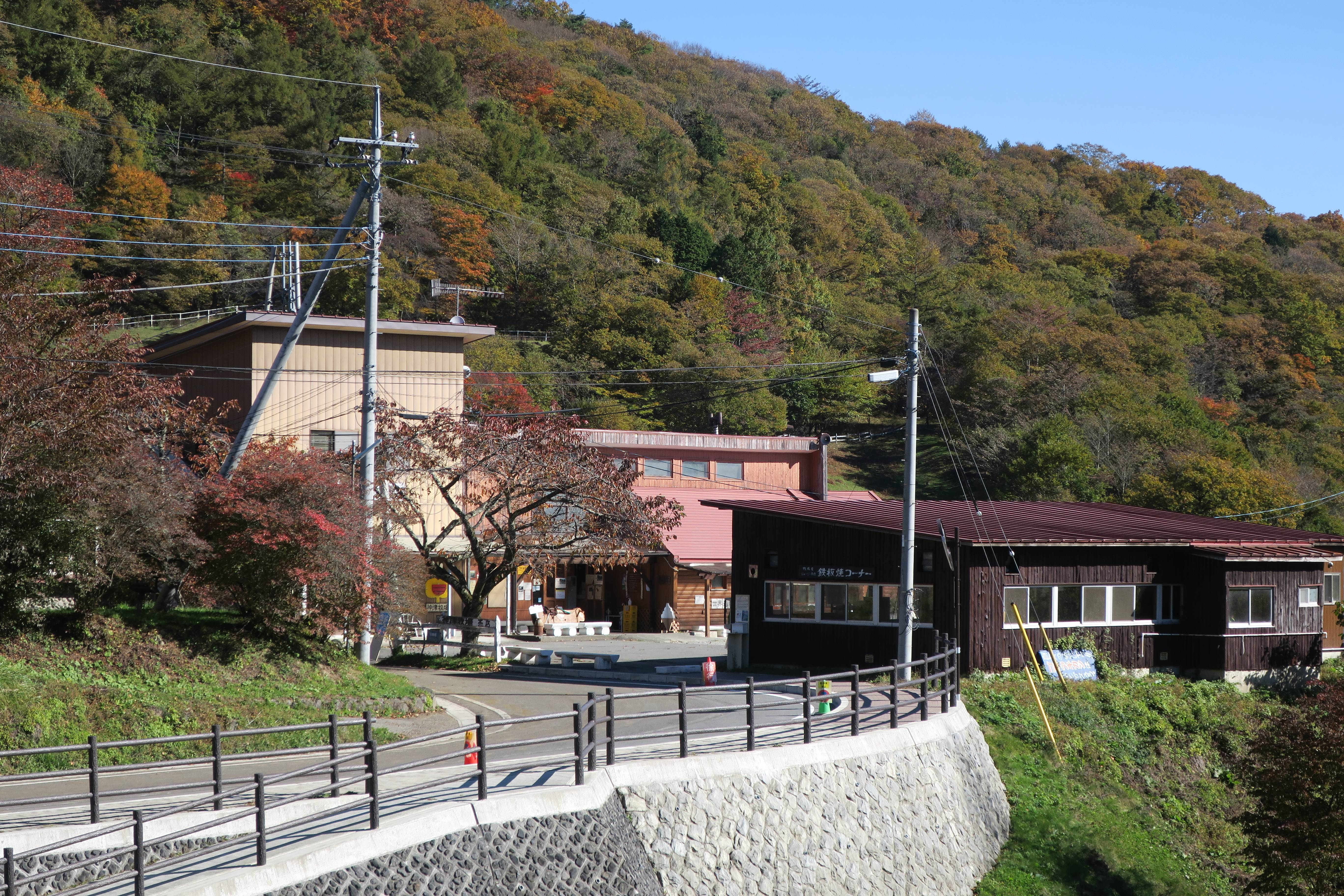
売店とレストラン
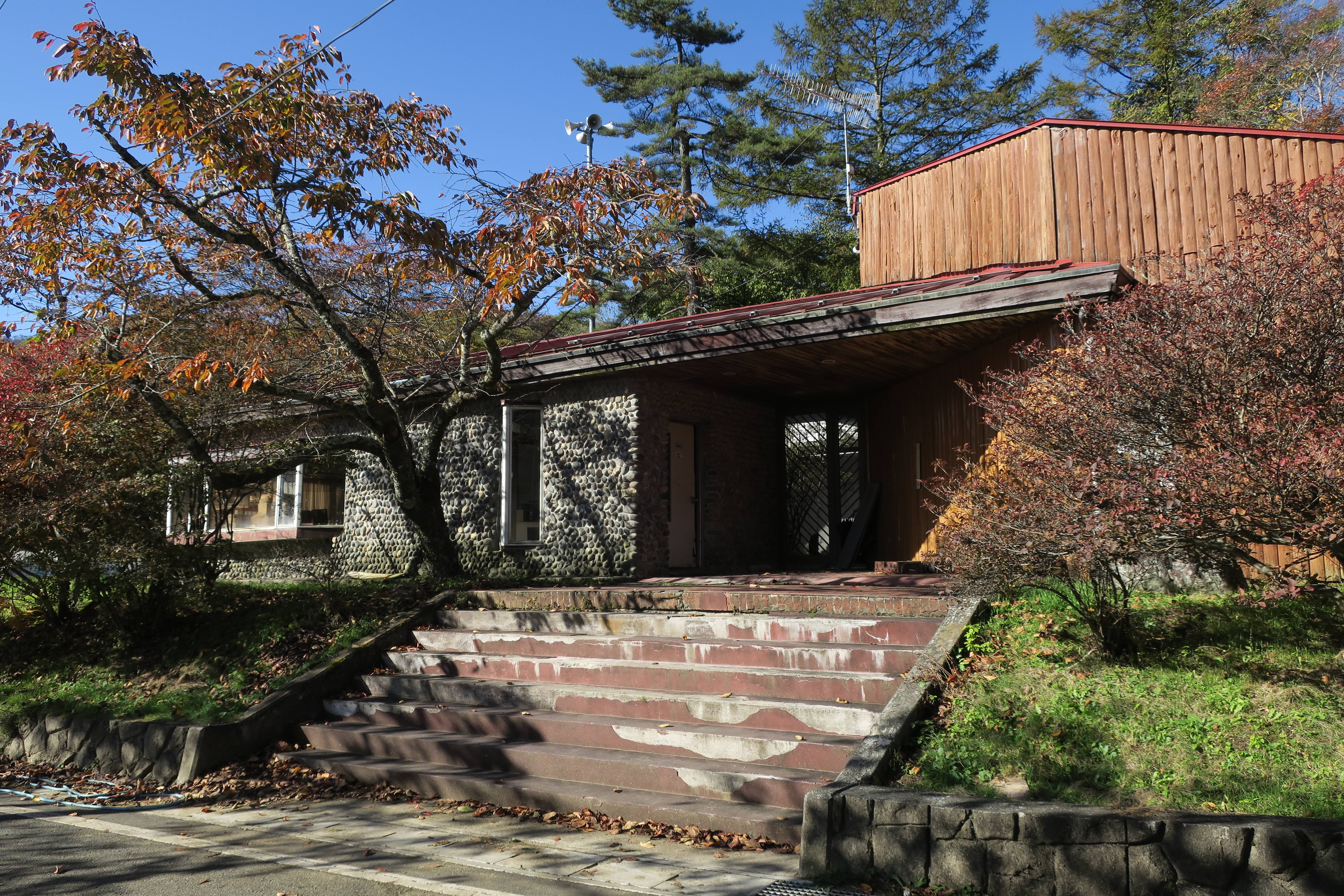
事務所
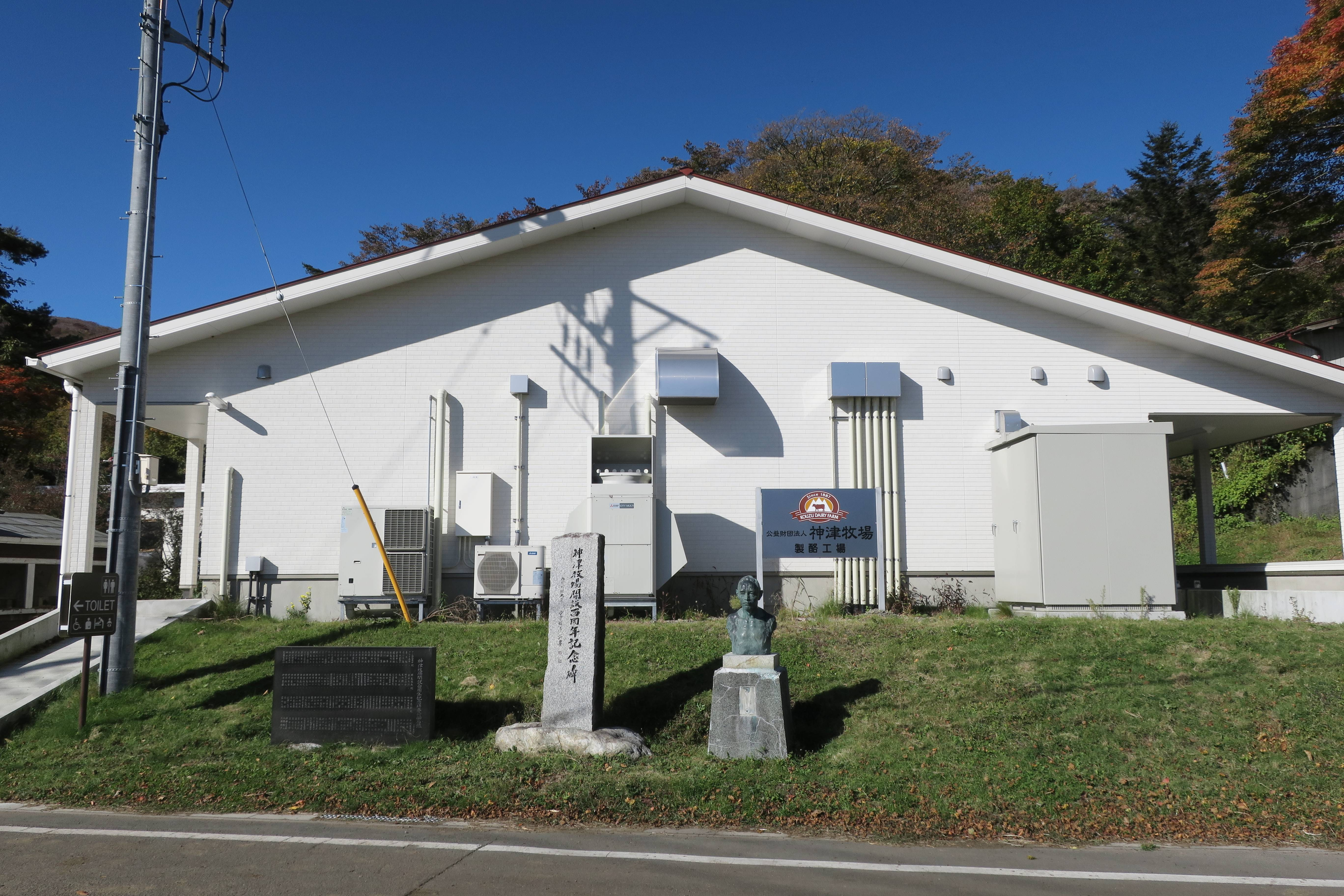
製酪工場
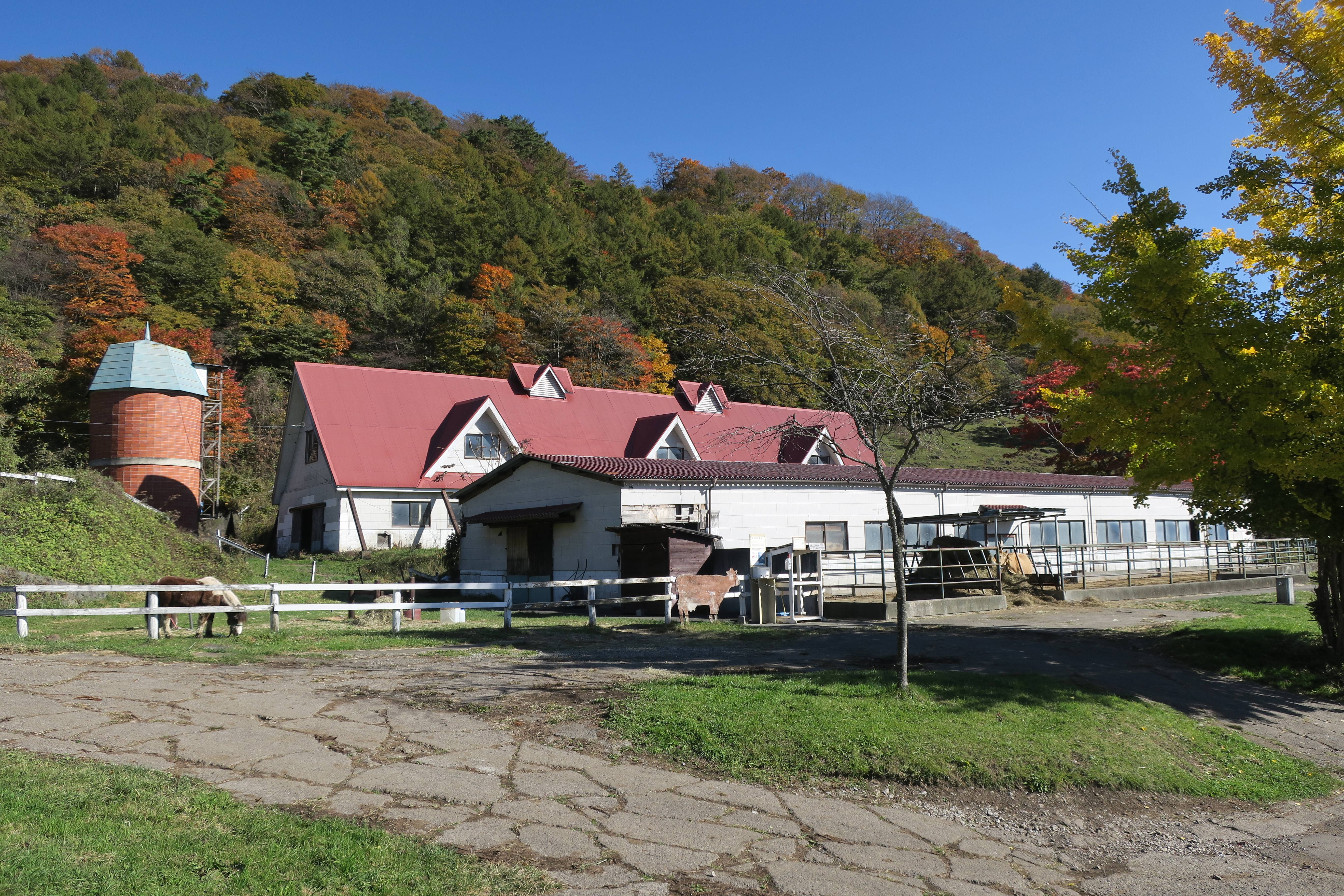
牛舎
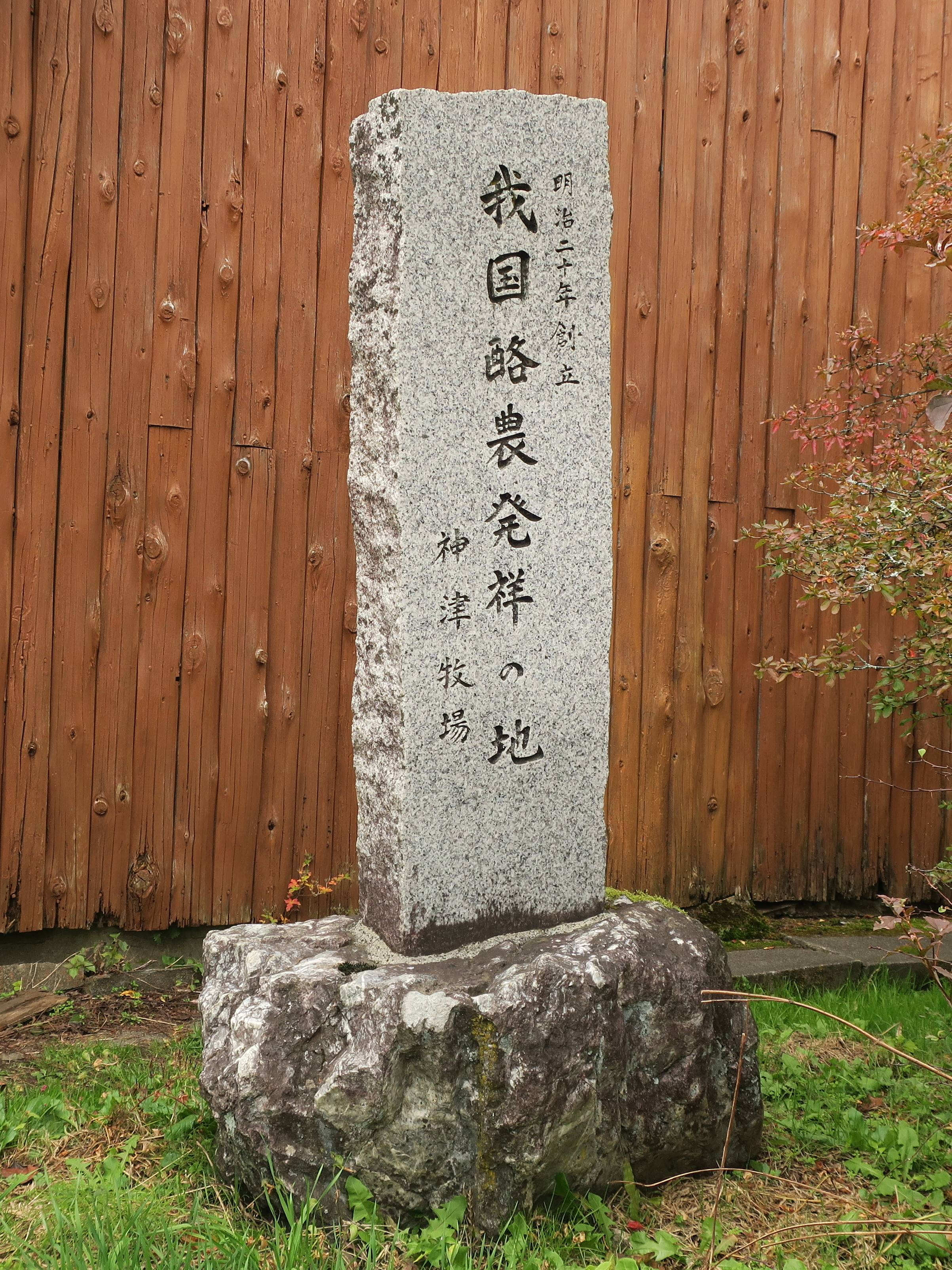
「我国酪農発祥の地」の碑
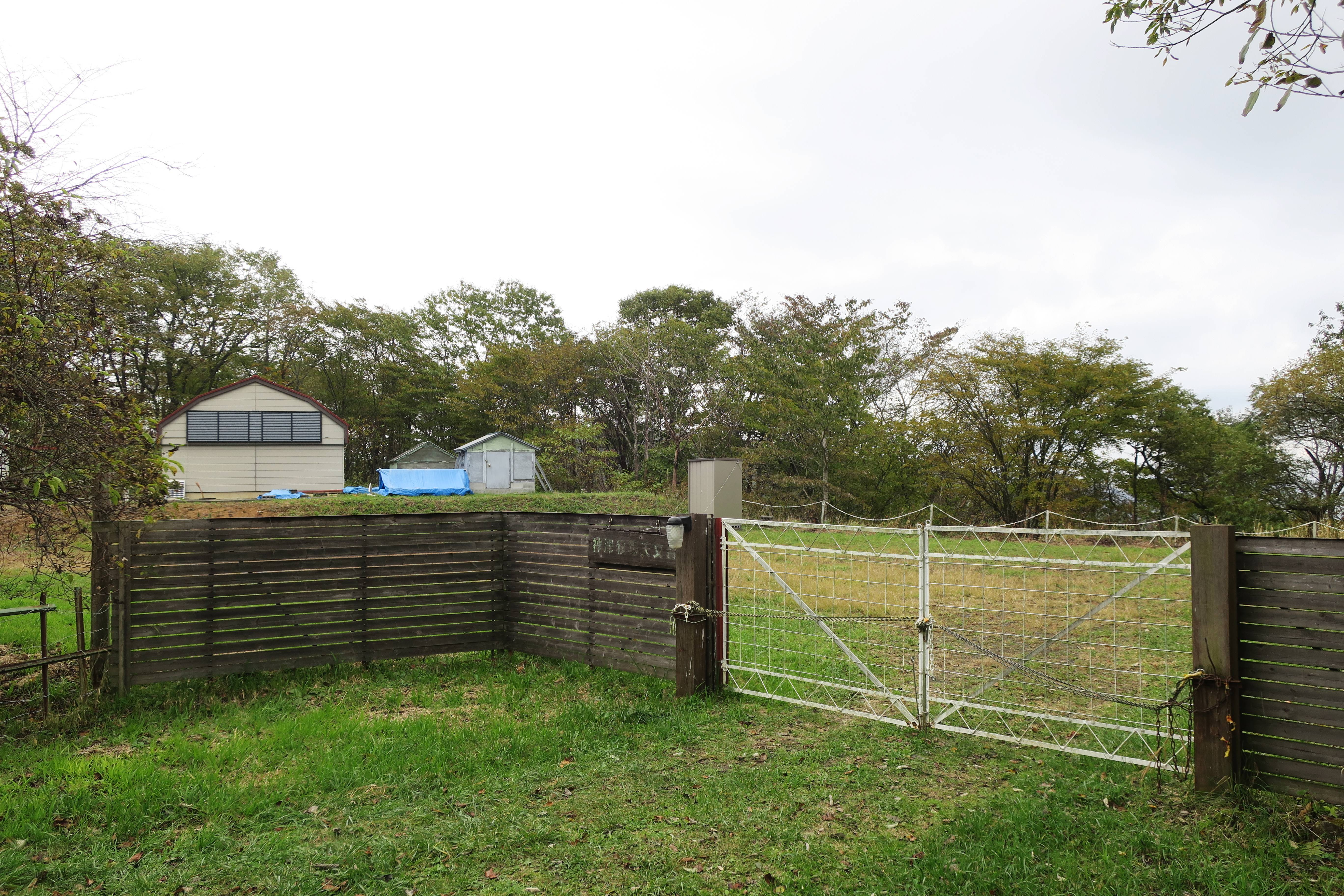
神津牧場天文台

## アクセス
- 上信電鉄下仁田駅より、しもにたバス市野萱線（いちのかやせん）で終点の市野萱まで約45分[9] [10]、下車後徒歩で約90分。